# Litoral del estado de São Paulo

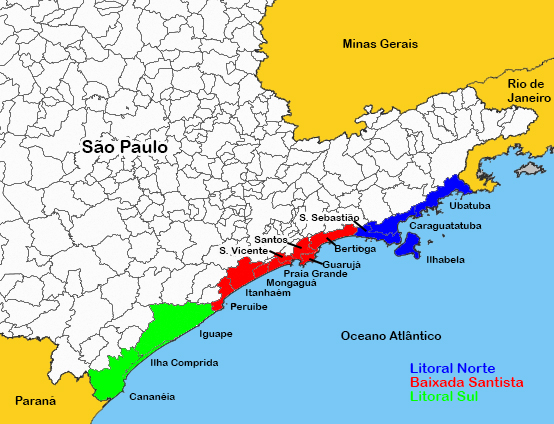
Mapa del litoral del estado de São Paulo indicando regiones y municipios.

El Litoral paulista se refiere al litoral del estado brasileño de São Paulo y está compuesto por tres regiones:
- Litoral Norte: localizado dentro de la mesorregión de Vale do Paraíba
- Litoral Sur: localizado dentro de la mesorregión de Vale do Ribeira
- Baixada Santista

## Ciudades mas pobladas

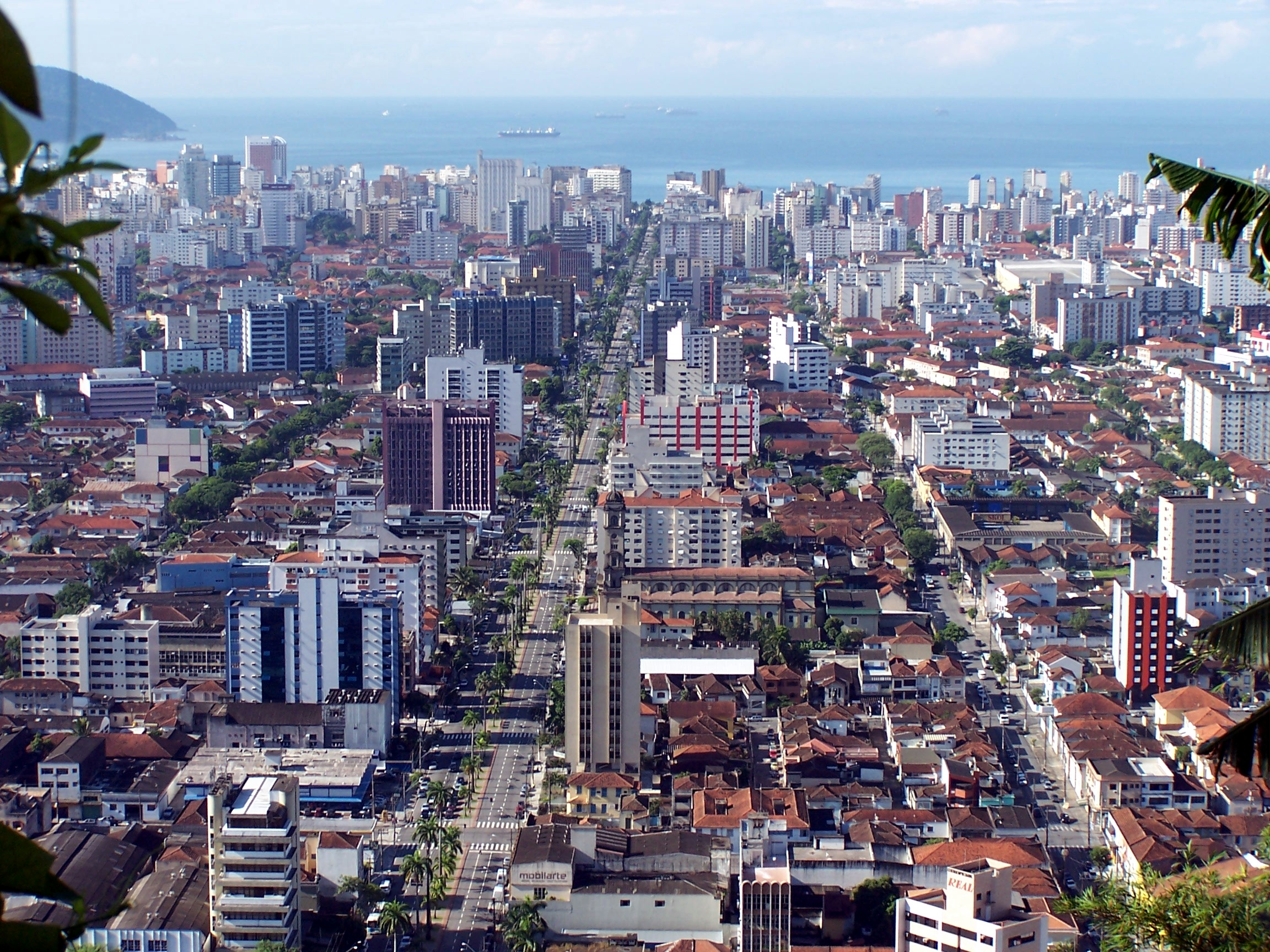
Santos, ciudad donde se localiza el mayor puerto de América Latina.

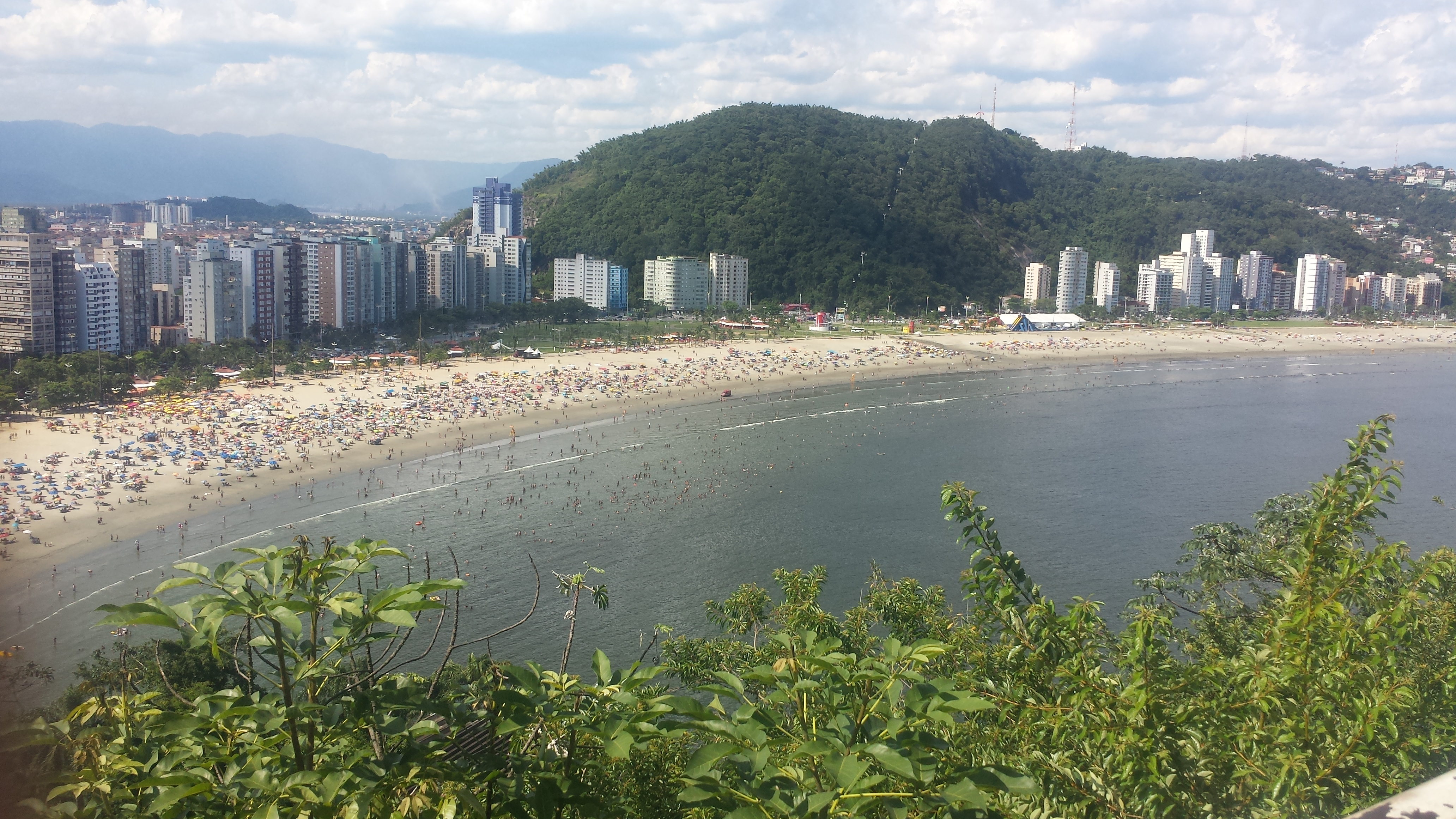
São Vicente, primera villa fundada en Brasil.

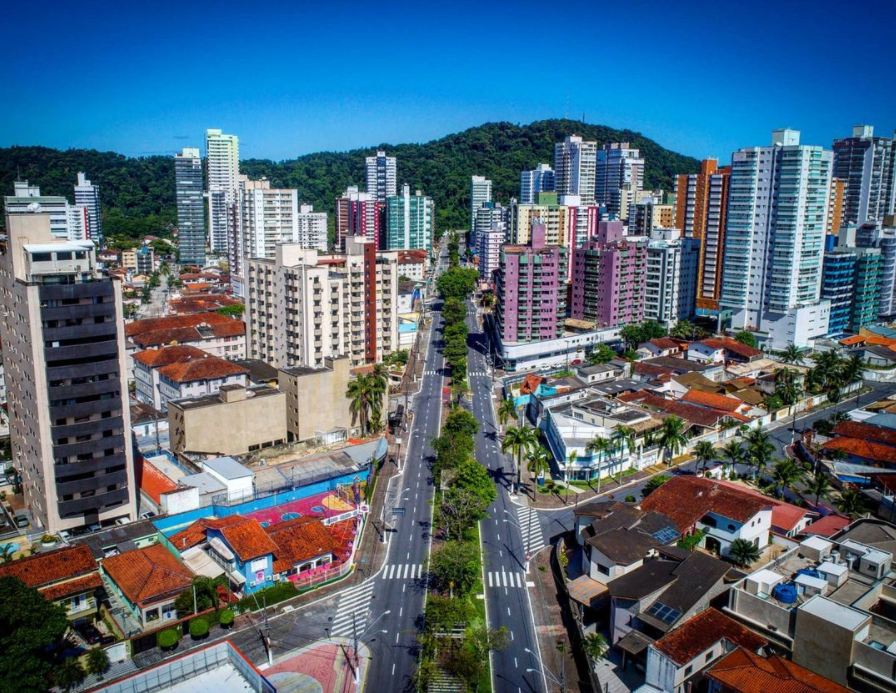
Praia Grande, la ciudad que más crece en la región.

| Posición | Ciudad        | Población |
| -------- | ------------- | --------- |
| 1        | Santos        | 418 608   |
| 2        | Praia Grande  | 349 935   |
| 3        | São Vicente   | 329 844   |
| 4        | Guarujá       | 287 634   |
| 5        | Caraguatatuba | 134 875   |
| 6        | Itanhaém      | 112 476   |
| 7        | Cubatão       | 112 471   |
| 8        | Ubatuba       | 92 980    |
| 9        | São Sebastião | 81 540    |
| 10       | Peruíbe       | 68 344    |
| 11       | Bertioga      | 64 188    |
| 12       | Mongaguá      | 61 951    |
| 13       | Ilhabela      | 34 934    |
| 14       | Iguape        | 29 115    |
| 15       | Ilha Comprida | 13 419    |
| 16       | Cananéia      | 12 289    |